# Підприємство з іноземними інвестиціями
Підприємство з іноземними інвестиціями (ПІІ) — підприємство (організація) будь-якої організаційно-правової форми, створене відповідно до законодавства України, іноземна інвестиція в статутному фонді якого, за його наявності, становить щонайменш 10%. Підприємство набирає статусу підприємства з іноземними інвестиціями від дня зарахування іноземної інвестиції на його баланс.

## Різновиди
- Дочірнє підприємство з іноземними інвестиціями (ДПІІ)
- Підприємство з іноземними інвестиціями (ПІІ)